# 憩廬
憩廬，為前國民政府主席、國民政府軍事委員會委員長、中華民國總統蔣中正於首都南京市第一區黃埔路3號中央軍校校地內的官邸，是中華民國大陸時期的總統官邸之一。

## 概要
1929年國民革命軍總司令蔣中正揮師北伐統一全國，暫住於南京城南三元巷的一所老宅，時因城東的黃埔路為陸軍軍官學校中央軍校的校址，且綠樹成蔭、人煙稀少，故於校地內覓地興建官邸，定名「憩廬」。憩廬於該年7月12日動工興建，同年10月14日竣工落成。建物坐北朝南，為中西合璧風格建築，主樓建築面積270平方米，外觀呈赭紅色。自1929年至1949年，除了1937年至1945年中國抗日戰爭南京失陷期間，蔣中正皆在此起居。1949年第二次國共內戰，國軍作戰失利，蔣中正率中華民國政府播遷臺灣，4月23日中國人民解放軍佔領南京，同時接管國防部大院（即中央軍校校址）和憩廬，並將該處地點改作解放軍華東軍政大學校園，华东军区司令员陈毅進駐辦公。1950年10月，劉伯承於南京督辦軍事學院，憩廬成為南京军事学院院长兼政委劉伯承的住宅兼辦公樓。1955年4月解放軍重新劃分軍區，華東軍區改編為南京軍區，憩廬成為南京軍區的駐地作為軍區首長的辦公地使用，先后有南京军区司令员许世友、聂凤智、向守志和政委廖汉生、杜平、郭林祥等人在此办公。

## 結構
憩廬一樓東側曾為蔣中正會客室，客廳牆上懸有孫中山與蔣中正的巨幅合照，上方懸掛孫中山手書橫條：「安危他日終須信，甘苦來時要共嘗。」中間為大餐廳。西側為蔣宋美齡從事「夫人外交」的小會客室。二樓西側為書房，東側為臥室。臥室外的客廳作為會見蔣、宋親眷之用。東面有一平台，為蔣中正閱報休息處。